# Limousin (province)
Cet article a pour sujet l'entité administrative historique d'Ancien Régime du Limousin. Pour la région administrative et collectivité territoriale contemporaine supprimée en 2015, voir l'article Limousin (ancienne région administrative). Pour les autres significations du nom Limousin, voir Limousin .
1589–1790
Entités précédentes :
- Vicomté de Limoges

Entités suivantes :
- Corrèze
- Haute-Vienne
- Dordogne

Le Limousin constitue une province du royaume de France de 1589 à la Révolution, avant de matérialiser une circonscription d'action régionale en 1960 puis une région administrative jusqu'en 2015, date de sa fusion dans la région Nouvelle-Aquitaine.
Correspondant anciennement à une zone géographique et culturelle, le territoire de l'ancienne province du Limousin correspond à une zone plus restreinte que la région administrative, comprenant l'actuel département de la Corrèze, la moitié sud de la Haute-Vienne (dont Limoges, sa capitale historique), et une petite partie de la Dordogne.

## Histoire

### Intégration du territoire au domaine royal

Le royaume de France et fiefs voisins en 1477.

Au XIVe siècle la région est troublée par la guerre franco-anglaise.
À la fin du XVe siècle, le territoire de l'actuel Limousin est globalement partagé entre les possessions de deux familles du Sud-Ouest de la France, la maison d'Albret (vicomté de Limoges, vicomté de Turenne, comté de Périgord) et la maison d'Armagnac (comté de la Marche), tandis que quelques franges marginales appartiennent soit à des duchés indépendants (Bourbonnais à l'est) ou à des fiefs du roi de France (comté d'Angoulême depuis le XIVe siècle, Poitou depuis le XIIIe siècle).
En 1531, la Marche est définitivement intégrée au domaine royal. En 1572, la maison de Bourbon, en la personne d'Henri de Bourbon, succède à la mère de ce dernier, Jeanne d'Albret, à la tête des différents fiefs de la maison d'Albret ; Henri est donc à la fois vicomte de Limoges et comte de Périgord. Son accession au trône de France en 1589 sous le nom de Henri IV précipite le rattachement de ces territoires à la couronne.

### Province royale
Répondant à des critères flous et critiquables comme pour l'ensemble des provinces de l'Ancien Régime, la province du Limousin correspond dès lors à un territoire englobant la moitié sud du Limousin contemporain, la moitié nord relevant de la Marche. La province est-elle même qualifiée de manière différente à Limoges (Haut-Limousin) ou Tulle (Bas-Limousin).
En 1738, la vicomté de Turenne, qui jusqu'alors avait continué de bénéficier d'une très grande autonomie, est finalement rattachée au domaine royal et intégrée à la province.

### Disparition de la province
La province du Limousin disparaît avec la Révolution française. Le territoire est démantelé et écartelé entre trois des nouveaux départements instaurés : en majorité la Corrèze et la Haute-Vienne, et de façon très minime la Dordogne.

### Limousin contemporain
Le Limousin renaît en tant qu'entité officielle au XXe siècle, mais dans une acception plus large (englobant le département de la Creuse, pourtant historiquement marchois : d'abord en tant que « région Clémentel » en 1919, puis en tant que « région de programme », puis circonscription d'action régionale et enfin en tant que collectivité territoriale à partir de 1982 et jusqu'en 2015.
L'amoindrissement du toponyme Marche, qui s'ensuit au profit de Limousin est générateur de confusions toponymiques : l'attribution du nom de « Haut-Limousin » aux projets intercommunaux du nord du département de la Haute-Vienne à la fin du XXe siècle, alors qu'il s'agit historiquement de la Basse-Marche, méconnaît l'usage originel des locatifs haut et bas qui, précédant les noms de provinces, exprimaient leur degré d'éloignement par rapport à la capitale du Royaume de France, moins que leur latitude ou leur altitude.

Carte des communes contemporaines relevant de la province du Limousin au XVIIIe siècle.

## Héraldique
|  | Les armoiries du Limousin se blasonnent ainsi : « D’hermine à la bordure de gueules », et ce depuis le passage de la vicomté de Limoges sous le contrôle de la maison de Dreux-Bretagne en 1290 par Arthur II de Bretagne, époux de Marie de Limoges. |